# シャーロキアン
シャーロキアン (Sherlockian) とは、アーサー・コナン・ドイルが書いた『シャーロック・ホームズシリーズ』の主人公シャーロック・ホームズの熱狂的なファンを指す。イギリスではホームジアン (Holmesian) 、アメリカ合衆国や日本ではシャーロキアンと呼ばれる。シャーロッキアンと表記することも多い。

## 特徴
シャーロック・ホームズら作中の登場人物たちを実在の人物と見なし、『シャーロック・ホームズ』シリーズを正典 (Canon、Conanのアナグラムでもある) または聖典と呼んで、各種の研究を行う。これはキリスト教における聖書研究を意識的にパロディ化した行動様式である。これに限らず、シャーロキアンの使う用語には宗教用語をもじった言葉が多い。『シャーロック・ホームズ』シリーズの多くはホームズの相棒であるジョン・H・ワトスンが執筆したという設定でドイルが書いたが、シャーロキアンはワトスンを実際の執筆者と見なし、本来の執筆者であるドイルはワトスンの出版エージェントもしくはゴーストライターと位置づける。
シャーロキアンは事情を良く知らない部外者に対し、自分たちがホームズを実在の人物であると本当に信じ込んでいるかのように装ってからかう傾向がある。

## 研究ごっこ
シャーロキアンの研究テーマは多岐にわたる。「事件関係者のプライバシーやスキャンダル性を考慮して、日付・地名・人物名を変更している」もしくは「ホームズが何らかの理由で事件の真相を伏せ、ワトスンに偽の真相を教えた」と考え、事件の真相を探り出そうとする研究が多い。これは通常の文学研究における登場人物のモデル探しとは異なり、空想と現実を意図的に混同した研究ごっこである。
おそらくはドイルのミスによって発生した矛盾（『唇のねじれた男』で、ワトスン夫人がなぜか夫を「ジェームス」と呼んだ事など、ちなみにドイルはあえて訂正しなかった）を合理的に解釈する試みも行われている。ここでは「いかに斬新な新解釈を打ち出すか」「いかに自説が正しいと巧みにこじつけるか」が求められる。まじめ一辺倒の研究は敬遠される傾向があり、発想の柔軟さと屁理屈とユーモアが求められる一種の知的パズルである。決して実際の文学研究と同一視してはならない。あくまでそのスタイルを借りて遊んでいるだけである。ただし、日本シャーロック・ホームズクラブでは、文学社会学など「大真面目な」研究が多い。
中にはそのような研究を潔しとせず、全てが書かれた通りに起きたとするシャーロキアンもいる。この一派はファンダメンタリストを自称する場合があるが、これには宗教的な意味は全くない。
このようなシャーロキアンの活発な研究成果によって、ホームズは架空の人物でありながら、伝記が何冊も出版される異例の地位を得ている。

## 団体
シャーロキアンの組織は世界中にあり、最も古いのは1934年にアメリカ合衆国のニューヨークで設立されたベイカー・ストリート・イレギュラーズである。イギリスのロンドンにはシャーロック・ホームズ協会がある。日本には日本シャーロック・ホームズ・クラブがあり、論文集『ホームズの世界』を発行している。

## シャーロキアンの研究テーマ （主なもの）
ホームズの性別
ホームズが女性であったと主張する研究・主張。
ホームズの収入
ホームズがどれだけの収入を得ていた、収入がどう推移したかを推測する。
バスカヴィル家の特定
『バスカヴィル家の犬』に登場するバスカヴィルホールという屋敷が、ダートムア地方にあるどの屋敷かを特定する。
大空白時代
『最後の事件』でホームズがジェームズ・モリアーティ教授と共にライヘンバッハの滝に落ちて死亡したと思われてから、『空き家の冒険』で帰還するまで（大空白時代）、どこで何をしていたかを研究する。
バリツ
ホームズがライヘンバッハでモリアーティ教授と戦う際に使った日本の格闘技バリツの正体と使用した技についての研究を行ったり、体得を試みる。通説の柔道のほかに相撲などがある。
年代学
物語の中に書かれた天候や事件の前後の出来事の記述から、各事件の起きた正確な年代と日付を特定する。ウィリアム・ベアリング＝グールドは、独自の調査に基づいて60件の事件の年代を特定し、事件の発生順に再配置したシャーロック・ホームズ全集を編集している（日本ではちくま文庫から訳本が出版されている）。
時速53マイル半
『白銀号事件』でホームズが自分の乗っていた列車の速度を述べた際、ホームズが用いた計算方法を推測する。
ワトスンのミドルネーム
ワトスンのミドルネームは頭文字の「H」しか記述されていないので、それがどのようなミドルネームかを推測する。
ワトスンの結婚
物語にワトスンが妻を亡くしたと解釈できる箇所と、結婚の時期が一致しない箇所があるため、ワトスンが複数回結婚したと考え、その回数と結婚相手を特定する。
小惑星の力学
モリアーティ教授が書いたとされる論文『小惑星の力学』の内容を推測する。原子核反応やカオス理論、多体問題の解法、小惑星帯の起源、アステロイドなど様々な解釈がある。
鉄道
物語中で登場人物が乗った列車と路線・乗降駅・乗換駅を特定する。
語られざる事件
物語中で事件名だけが言及されている事件について、どのような事件かを推測する。パスティーシュの創作を含む。
ヴィクトリア朝一般
物語を良く理解する上で、当時の社会階級や文化・風俗・政治・経済・技術など背景事情を全般的に知るための研究。シャーロキアンの金融アナリストが本職の専門知識を生かして当時の金融政策を論じるなど、専門的な研究が多い。

## 著名なシャーロキアン
- レックス・スタウト
- アイザック・アシモフ
- ポール・アンダースン
- オーガスト・ダーレス
- ニコラス・メイヤー
- フランクリン・ルーズベルト
- 牧野伸顕
- 長沼弘毅
- 小林司・東山あかね（小林の妻）
- 開高健
- 大槻ケンヂ
- 島田荘司
- 日暮雅通
- 北原尚彦[1]
- 原田実

## シャーロキアンを扱った作品
- シャーロッキアン! - シャーロキアンを主人公とした漫画作品。作者の池田邦彦もシャーロキアンであり、作中でホームズの研究テーマに関する独自の見解や既存の説を取り上げている。
- ケータイ刑事 銭形泪 - 『シャーロキアンは知っている～「赤毛連盟」殺人事件』というエピソードを放送。主役の銭形泪及び鑑識の柴田太郎はシャーロキアンという設定。
- シャーロック・ホームズの口寄せ - 清水義範の短編小説。出版社の企画として、シャーロック・ホームズの口寄せをするというイタコを、著者の分身である小説家とシャーロキアンである医師が取材するという内容。イタコの口寄せの内容が矛盾するものであってもシャーロキアンの医師はかなり都合良く解釈していたが、最後にはフォローができなくなるというオチ。『深夜の弁明』（講談社文庫）に収録（なお著者は、シャーロキアンをホームズの実在を信じている人と解釈している）。
- 名探偵コナン - 主人公の江戸川コナンがホームズの大ファンであり、テレビアニメ57話〜58話『ホームズフリーク殺人事件』（単行本12巻File.7「マイクロフトでの集い」〜13巻File.1「本当の姿」）にて、ペンションに集まったシャーロキアンの間で殺人事件が発生する。また、テレビアニメ684話〜685話『泡と湯気と煙』（単行本77巻File.3「部屋にいた痕跡」〜File.5「商売道具」）にて、登場人物の1人沖矢昴が「えぇ…シャーロキアンですから…」と呟くシーンがある。
- ゴルゴ13 - 『シャーロッキアン』(第433話、第131巻収録)。とあるシャーロキアン達の長年にわたる男女の愛憎劇と、彼らがゴルゴ13に関わったがために悲劇的結末を迎えるまでを描いた作品。なお、この作中でゴルゴ13は「まだらの紐」の直筆原稿を入手しているが、すぐさま売却して現金化している。
- QEDシリーズ - 高田崇史による推理小説シリーズ。QED ベイカー街の問題及びQED 〜flumen〜 ホームズの真実の両作品にて、シャーロキアンクラブ内で発生する殺人事件について取り扱っている。
- ルパン三世 - ロンドンが舞台の一つである、アニメ『ルパン三世PART6』にて、ロンドンで活躍するルパン三世の因縁の相手としてホームズが登場する。
- MASTERキートン - 舞台がロンドンのこの作品だが、主人公である太一の探偵事務所がベイカーストリートにある。また、作中でホームズの話が出てくることも時折ある。